# Horst Hübner (Schriftsteller)
Horst Weymar Hübner (* 12. August 1936 in Gaildorf; † 6. Februar 2009 in Bergisch Gladbach) war ein deutscher Autor von Heftromanen, Journalist, Übersetzer und Lektor.

## Leben
Hübner wuchs in Heilbronn, Großerlach und Mainhardt auf. Nach dem Abitur wurde er Volontär bei der Heilbronner Stimme und studierte einige Semester Journalistik an der FU Berlin. In der Volontärzeit führte er Interviews mit Yehudi Menuhin, Yul Brynner, Audie Murphy, Nikita Chruschtschow und Walter Häussermann, die er teilweise an Illustrierte verkaufen konnte. Im Herbst 1959 startete er eine 16-monatige Weltreise, die ihn mehrere Monate in den Südpazifik führte und über die er im Wochenmagazin Overseas Weekly der US-Soldatenzeitung Stars and Stripes berichtete. Anfang 1961 wurde er im Bastei-Verlag Redakteur für den Bereich Western. Von 1965 bis 1972 war er mit einer kurzen Unterbrechung als festangestellter Redakteur, Autor, Lektor und technischer Produktionsleiter beim Wolfgang-Marken-Verlag in Köln tätig. Von 1973 bis 1985 schrieb er freiberuflich Heftromane für den Bastei- und den Marken-Verlag. Nach einer Tätigkeit als Übersetzer für den Bastei-Verlag 1986 war er bis 1996 für eine Fachzeitschrift in Köln tätig. Im Mohlberg-Verlag erscheinen seit 2005 Neuauflagen seiner Romane der Reihen Zeitkugel und ERDE 2000. Hübner lebte bis zu seinem Tod in Bergisch Gladbach.

## Werk
Hübner verfasste von 1960 bis 1985 über 500 Heftromane in den Genres Western, Krimi, Abenteuer, Science-Fiction, Horror und Arztroman. Als Redakteur betreute er zudem Heftroman-Serien wie Rocky Steel, Bastei Wildwest-Roman, Westmann, Zeitkugel und ERDE 2000. Seine bekanntesten Pseudonyme bei Bastei und Marken waren Ross Kincaid, Ringo Clark und P. Eisenhuth. Weitere Einzel-Pseudonyme sind Penn Fleming Webster, Jake Ross und Carter Flynn (Mac Kinsey), Rita Wallner, Knut Jansen und Benito Martinez. Auch unter den Verlags-Sammelpseudonymen wie Ralph Forell, Norman Thackery (Gordon Black, mit Wolfgang Rahn) und Steve Cooper wurden Romane von Hübner veröffentlicht. Im Pabel-Verlag erschien ein Sheriff-Western unter dem Pseudonym A. C. Morgan.